# Iphinoe
Iphinoe is een geslacht van zeekomma's dat behoort tot de familie Bodotriidae. Het omvat 38 soorten:

## Soorten
| - Iphinoe acutirostris Ledoyer, 1965 - Iphinoe adriatica Bacescu, 1988 - Iphinoe africana Zimmer, 1908 - Iphinoe armata Ledoyer, 1965 - Iphinoe brevipes Hansen, 1895 - Iphinoe calmani Fage, 1945 - Iphinoe canariensis Corbera, Brito & Nunez, 2002 - Iphinoe capensis (Zimmer, 1921) - Iphinoe crassipes Hansen, 1895 - Iphinoe dayi Jones, 1960 - Iphinoe douniae Ledoyer, 1965 - Iphinoe elisae Bacescu, 1950 - Iphinoe fagei Jones, 1955 - Iphinoe gurjanovae Lomakina, 1960 - Iphinoe hupferi Zimmer, 1916 - Iphinoe inermis Sars, 1878 - Iphinoe insolita Petrescu, 1992 - Iphinoe ischnura Zimmer, 1952 - Iphinoe maculata Ledoyer, 1965 | - Iphinoe maeotica Sowinskyi, 1893 - Iphinoe marisrubrae Muhlenhardt- Siegel, 1996 - Iphinoe pellucida Hale, 1944 - Iphinoe pigmenta Kurian, 1961 - Iphinoe plicata Le Loeuff and Intes, 1972 - Iphinoe pokoui Le Loeuff and Intes, 1972 - Iphinoe producta Day, 1978 - Iphinoe rhodaniensis Ledoyer, 1965 - Iphinoe robusta Hansen, 1895 - Iphinoe sagamiensis Gamo, 1958 - Iphinoe sanguinea Kemp, 1916 - Iphinoe senegalensis Jones, 1956 - Iphinoe serrata Norman, 1867 - Iphinoe stebbingi Jones, 1956 - Iphinoe tenella Sars, 1878 - Iphinoe tenera Lomakina, 1960 - Iphinoe trispinosa (Goodsir, 1843) - Iphinoe truncata Hale, 1953 - Iphinoe zimmeri Stebbing, 1910 |